# アービド・ハーミド・マフムード
アービド・ハーミド・マフムード・アッ＝ティクリーティー（عابد حامد محمود التكريتي　Abid Hamid Mahmud Al-Tikriti、1957年 - 2012年6月7日）は、イラクの元軍人。陸軍中将。サッダーム・フセインの信頼が厚かった側近とされる。公職として大統領秘書官の地位にあったが、サッダームの個人的警護も担当していた.
 別名、アブド・ハンムード（Abd Al-Hammud）、アービド・ハーミド・マフムード・アル＝ハッターブ・アッ＝ナースィリー（Abid Hamid Mahmud Al-Khatab Al-Nasiri）とも。　日本のメディアでは「アビド・ハミド・マハムード」、或いは「アベド・ハムード」などと表記された。

## 人物
1957年、ティクリート近郊のアル＝アウジャ村の農家に生まれる。ティクリートのアルブ・ハッターブ一族の出身で、マフムードとサッダームは遠戚関係に当たる。
イラク陸軍の下士官からサッダームの警護官となると徐々に高位の地位に上り詰めた。1992年にサッダームの秘書官だったアルシャド・ヤースィーン空軍中将が、古代イラクの古美術品を国外に密かに売り飛ばしていたことが発覚して解任されたため、後任に任命された。
マフムードは大統領秘書官の他にも、大統領の身辺警護を取り仕切る首席護衛部長、大統領事務局長、そして1995年9月には、サッダーム自らが議長を務める国家安全保障会議（NSC）の書記長に就任した。　同会議は、各治安・情報機関からの報告がそこに集められ、そこから議長（大統領）に届ける情報を書記長であるマフムードが選択した。サッダームにとって都合の悪い報告はこの段階で切り捨てられ、正確な情報がサッダームに伝わることを防いだ。時には、政府が決めた決定を覆す権限も持っていた。マフムードの自慢は、自分のボスであるサッダームを怒らせたことが無いことであった。
また、マフムードはサッダームとの面会や会議も取り仕切った。実際、マフムードを介さなければサッダームと会うことは不可能であった。サッダームの信任が最も厚かった人物であり、大統領宮殿の向かい側にマフムードが長を務める大統領事務局のオフィスがあてがわれていた。大統領事務局は、表向き大統領宮殿に属していたが、100人の職員を抱え、治安・諜報活動も行う強大な権限を有していた。
この他にもマフムードは、大統領府・部族問題事務局長で大統領副官のルーカーン・ラズーキー・アブドゥル＝ガフール・スライマーン・アル＝マジードやサッダームの娘婿であるジャマール・ムスタファー・アブドゥッラー・スルターンと密接な関係にあったとされる。特にサッダームの次男クサイとは良好な関係にあった。一方、長男ウダイとの仲はあまり芳しくなく、マフムードはウダイを嫌っていたといわれる。
サッダームの行くところには必ず同行しており、2003年のイラク戦争により政権が崩壊すると、サッダームやクサイと共にバグダードから逃走した。　しかし、同年6月18日、故郷ティクリートで潜伏していたところをアメリカ軍第4歩兵師団及びアメリカ陸軍特殊作戦コマンドによって拘束された。

### 裁判
2004年7月1日には、イラク特別法廷により「人道に対する罪」、「戦争犯罪」、「ジェノサイド罪」で訴追された。予備審問でマフムードは、極めて能弁で「国民の前で無実を明らかにする」と述べ、予審判事が質問する前に「はいはい」と答える一幕もあった。
2007年8月21日、イラク高等法廷で開かれた1991年の湾岸戦争後に起きた南部シーア派住民による反政府蜂起を弾圧・大量虐殺を行った容疑でマフムードは、共同被告13人と共に、裁判に出廷した。マフムードは無罪を主張したが、法廷は2008年12月2日、禁固15年の判決をマフムードに下した。
また、2009年3月2日には、1999年に起きたシーア派住民虐殺を裁く裁判で法廷は、マフムードがシーア派住民の強制移住を命じたとして7年の禁固刑を下した。同年3月11日に、1992年にバグダードの商人42人が、政府の価格統制を破ったとして処刑された事件の裁判では、マフムードは終身刑の判決を下されている。
2010年10月26日、イラク高等法廷は1980年代のシーア派政党「ダアワ党」に対する弾圧と同党員に対する殺害などに関与したとして、マフムードに死刑の判決を下した。
2011年4月21日、旧反体制派指導者スハイル・アッ＝タミーミーの暗殺に関与した容疑で、高等法廷はマフムードに終身刑の判決を言い渡した。
2012年6月7日、イラク司法省はマフムードの死刑を執行したと明らかにした。遺体は7日中に遺族の下に引き渡された。

## エピソード
- マフムードには、妻が二人いた。サッダームの主治医を務めたアラー・バシールによると、その内、第2夫人はクルド人の夫とすでに結婚していたが、今の生活に嫌気が差して、マフムードと不倫関係になり、夫に離婚を申し出た。離婚は受け入れたが、バグダードにある邸宅までもらいたいと言い出したため、夫はそれについては拒んだ。イラクの法律では、夫の許可が無い限り財産は分与できないのである。しかし、マフムードが邸宅を手にできるよう手配したため、この夫は身の危険を感じて、北部クルディスタン地域に亡命している。

- サッダームの秘書となるや陸軍士官学校を首席で卒業し、陸軍中将に特進。バグダード大学の博士号も修得している。無論、いずれも不正によってである。マフムード自身は小学校卒業後は教育を受けていない。また、自分の長男ウマルを医師にしようと画策した。バシールによればウマルは、医者としてやっていけそうもなかったが、ある下級医師の下で指導を受けた。この医師は後に、バグダード大学医学部長に"昇進"した。ウマルの国家試験の答案は、必ず合格するように予め作成されており、2003年に旧政権が崩壊しなければ合格が確実だったと言われる。

## 参考書籍
- NHK出版「裸の独裁者サダム　主治医回想録」アラ・バシール　ラーシュ・スンナノー著　山下丈訳 ISBN 978-4-14-081006-4
- 幻冬舎　「サダム　その秘められた人生」コン・コクリン著　伊藤真訳 ISBN 978-4-34400320-0